# LFA 2024
La Temporada Caliente 2024 de la LFA llamada así por el patrocinador principal de la liga fue la octava edición de la Liga de Fútbol Americano Profesional de México. A diferencia la temporada anterior, esta campaña estará conformada por 9 equipos, con equipos en la Ciudad de México, Estado de México, Coahuila, Nuevo León, Querétaro, Jalisco, Tijuana, Chihuahua y Ciudad Juárez. La temporada tendrá 9 semanas de juego, juego de comodines semifinal y el Tazón México. Esta campaña se dio de baja el equipo de los Reds de la Ciudad de México.
La competencia inicio el viernes 1 de marzo en el Estadio Caliente con el encuentro Galgos de Tijuana vs Mexicas de CDMX.

## Equipos participantes
| Equipo            | Entrenador en jefe | Ciudad                      | Estadio                   | Capacidad         |                   |
| LFA Caliente 2024 | LFA Caliente 2024  | LFA Caliente 2024           | LFA Caliente 2024         | LFA Caliente 2024 | LFA Caliente 2024 |
| ----------------- | ------------------ | --------------------------- | ------------------------- | ----------------- | ----------------- |
| Caudillos         | Federico Landeros  | Chihuahua, Chihuahua        | Olímpico Universitario    | 22,000            |                   |
| Dinos             | Javier Adame       | Saltillo, Coahuila          | Francisco I. Madero       | 14,000            |                   |
| Fundidores        | Jorge Valdez       | Monterrey, Nuevo León       | Banorte                   | 10,057            |                   |
| Galgos            | Mauricio Loyola    | Tijuana, Baja California    | Caliente                  | 27,333            |                   |
| Gallos Negros     | Carlos Strevel     | Querétaro, Querétaro        | Olímpico Alameda          | 6,500             |                   |
| Jefes             | Eduardo Araujo     | Ciudad Juárez, Chihuahua    | Municipal 20 de noviembre | 7,000             |                   |
| Mexicas           | Félix Buendía      | Ciudad de México            | Jesús "Palillo" Martínez  | 6,000             |                   |
| Raptors           | Horacio García     | Naucalpan, Estado de México | FES Acatlán               | 3,000             |                   |
| Reyes             | Carlos Rosado      | Guadalajara, Jalisco        | Reyes COMUDE              | 1,500             |                   |

## Temporada Regular
La temporada regular se jugará de marzo a mayo, cada equipo enfrentará al resto de los equipos y tendrá una semana de descanso, además habrá una semana de descanso en Semana Santa.

### Calendario
- Los horarios corresponden al Tiempo del Centro de México (UTC-6).

| Semana 1  | Semana 1 | Semana 1      | Semana 1         | Semana 1 | Semana 1 | Semana 1        | Semana 1    |
| Visitante | Res.     | Local         | Estadio          | Fecha    | Hora     | TV              | Streaming   |
| --------- | -------- | ------------- | ---------------- | -------- | -------- | --------------- | ----------- |
| Mexicas   | 35 - 6   | Galgos        | Caliente         | 1-mar    | 21:00    | AYM Sports      | Caliente TV |
| Dinos     | 17 - 31  | Raptors       | FES Acatlán      | 2-mar    | 16:00    | LAS             | Caliente TV |
| Reyes     | 24 - 27  | Gallos Negros | Olímpico Alameda | 2-mar    | 19:00    | Hi! Sports      | Caliente TV |
| Caudillos | 28 - 12  | Jefes         | 20 de noviembre  | 2-mar    | 19:00    | LAS, Hi! Sports | Caliente TV |

| Semana 2      | Semana 2 | Semana 2   | Semana 2                 | Semana 2 | Semana 2 | Semana 2    | Semana 2    |
| Visitante     | Res.     | Local      | Estadio                  | Fecha    | Hora     | TV          | Streaming   |
| ------------- | -------- | ---------- | ------------------------ | -------- | -------- | ----------- | ----------- |
| Caudillos     | 10 - 3   | Galgos     | Caliente                 | 8-mar    | 21:00    | Caliente TV | Caliente TV |
| Gallos Negros | 14 - 36  | Mexicas    | Jesús "Palillo" Martínez | 9-mar    | 16:00    | AYM Sports  | Caliente TV |
| Raptors       | 17 - 33  | Reyes      | Reyes COMUDE             | 10-mar   | 12:00    | Hi! Sports  | Caliente TV |
| Jefes         | 6 - 47   | Fundidores | Banorte                  | 11-mar   | 20:00    | Hi! Sports  | Caliente TV |

| Semana 3   | Semana 3 | Semana 3      | Semana 3          | Semana 3 | Semana 3 | Semana 3    | Semana 3    |
| Visitante  | Res.     | Local         | Estadio           | Fecha    | Hora     | TV          | Streaming   |
| ---------- | -------- | ------------- | ----------------- | -------- | -------- | ----------- | ----------- |
| Galgos     | 6 - 14   | Raptors       | FES Acatlán       | 16-mar   | 16:00    | Caliente TV | Caliente TV |
| Reyes      | 20 - 34  | Mexicas       | Deportivo Oceanía | 16-mar   | 19:00    | AYM Sports  | Caliente TV |
| Fundidores | 28 - 7   | Gallos Negros | Olímpico Alameda  | 16-mar   | 19:00    | Hi! Sports  | Caliente TV |
| Dinos      | 6 - 7    | Jefes         | 20 de noviembre   | 17-mar   | 14:00    | Hi! Sports  | Caliente TV |

| Semana 4      | Semana 4 | Semana 4  | Semana 4               | Semana 4 | Semana 4 | Semana 4    | Semana 4    |
| Visitante     | Res.     | Local     | Estadio                | Fecha    | Hora     | TV          | Streaming   |
| ------------- | -------- | --------- | ---------------------- | -------- | -------- | ----------- | ----------- |
| Mexicas       | 13 - 34  | Caudillos | Olímpico Universitario | 23-mar   | 19:00    | Caliente TV | Caliente TV |
| Gallos Negros | 21 - 6   | Dinos     | Francisco I. Madero    | 23-mar   | 20:00    | Hi! Sports  | Caliente TV |
| Fundidores    | 35 - 23  | Reyes     | Reyes COMUDE           | 24-mar   | 12:00    | AYM Sports  | Caliente TV |
| Raptors       | 24 - 17  | Jefes     | 20 de noviembre        | 11-may   | 14:00    | Hi! Sports  | Caliente TV |

| Semana 5   | Semana 5 | Semana 5      | Semana 5            | Semana 5 | Semana 5 | Semana 5                | Semana 5    |
| Visitante  | Res.     | Local         | Estadio             | Fecha    | Hora     | TV                      | Streaming   |
| ---------- | -------- | ------------- | ------------------- | -------- | -------- | ----------------------- | ----------- |
| Fundidores | 20-41    | Dinos         | Francisco I. Madero | 4-abr    | 20:00    | Caliente TV, AYM Sports | Caliente TV |
| Mexicas    | 29-21    | Raptors       | FES Acatlán         | 6-abr    | 16:00    | Hi! Sports              | Caliente TV |
| Galgos     | 16-20    | Gallos Negros | Olímpico Alameda    | 6-abr    | 19:00    | Caliente TV             | Caliente TV |
| Caudillos  | 49-17    | Reyes         | Reyes COMUDE        | 7-abr    | 12:00    | Hi! Sports              | Caliente TV |

| Semana 6  | Semana 6 | Semana 6   | Semana 6            | Semana 6 | Semana 6 | Semana 6              | Semana 6    |
| Visitante | Res.     | Local      | Estadio             | Fecha    | Hora     | TV                    | Streaming   |
| --------- | -------- | ---------- | ------------------- | -------- | -------- | --------------------- | ----------- |
| Galgos    | 26-22    | Reyes      | Reyes COMUDE        | 11-abr   | 20:00    | Caliente TV           | Caliente TV |
| Jefes     | 23 - 19  | Mexicas    | Deportivo Oceanía   | 13-abr   | 15:00    | AYM Sports            | Caliente TV |
| Raptors   | 36 - 31  | Fundidores | Banorte             | 13-abr   | 17:00    | Caliente TV, Canal 28 | Caliente TV |
| Caudillos | 39 - 8   | Dinos      | Francisco I. Madero | 15-abr   | 20:00    | Hi! Sports            | Caliente TV |

| Semana 7      | Semana 7 | Semana 7  | Semana 7               | Semana 7 | Semana 7 | Semana 7                | Semana 7    |
| Visitante     | Res.     | Local     | Estadio                | Fecha    | Hora     | TV                      | Streaming   |
| ------------- | -------- | --------- | ---------------------- | -------- | -------- | ----------------------- | ----------- |
| Gallos Negros | 14-25    | Raptors   | FES Acatlán            | 20-abr   | 16:00    | Hi! Sports              | Caliente TV |
| Fundidores    | 34-36    | Caudillos | Olímpico Universitario | 20-abr   | 19:00    | Caliente TV, AYM Sports | Caliente TV |
| Reyes         | 00-28    | Jefes     | 20 de noviembre        | 21-abr   | 14:00    | Hi! Sports              | Caliente TV |
| Dinos         | 20-30    | Galgos    | Caliente               | 22-abr   | 19:00    | Caliente TV             | Caliente TV |

| Semana 8  | Semana 8 | Semana 8      | Semana 8            | Semana 8 | Semana 8 | Semana 8    | Semana 8    |
| Visitante | Res.     | Local         | Estadio             | Fecha    | Hora     | TV          | Streaming   |
| --------- | -------- | ------------- | ------------------- | -------- | -------- | ----------- | ----------- |
| Mexicas   | 44-29    | Fundidores    | Banorte             | 27-abr   | 17:00    | Canal 28    | Caliente TV |
| Caudillos | 28-14    | Gallos Negros | Olímpico Alameda    | 27-abr   | 19:00    | Caliente TV | Caliente TV |
| Reyes     | 00-13    | Dinos         | Francisco I. Madero | 27-abr   | 20:00    | AYM Sports  | Caliente TV |
| Jefes     | 31-36    | Galgos        | Caliente            | 27-abr   | 19:00    | Caliente TV | Caliente TV |

| Semana 9      | Semana 9 | Semana 9   | Semana 9               | Semana 9 | Semana 9 | Semana 9              | Semana 9    |
| Visitante     | Res.     | Local      | Estadio                | Fecha    | Hora     | TV                    | Streaming   |
| ------------- | -------- | ---------- | ---------------------- | -------- | -------- | --------------------- | ----------- |
| Dinos         | 27-24    | Mexicas    | Deportivo Oceanía      | 4-may    | 16:00    | Hi! Sports            | Caliente TV |
| Galgos        | 14-45    | Fundidores | Banorte                | 4-may    | 17:00    | Caliente TV, Canal 28 | Caliente TV |
| Raptors       | 13-28    | Caudillos  | Olímpico Universitario | 4-may    | 19:00    | Canal 44              | Caliente TV |
| Gallos Negros | 9-17     | Jefes      | 20 de noviembre        | 5-may    | 14:00    | Hi! Sports, Canal 44  | Caliente TV |